# Megorama ingens
Megorama ingens là một loài bọ cánh cứng thuộc họ Ptinidae.